# Stedvektor
Stedvektoren for et givet punkt er en vektor fra et koordinatsystems origo til det givne punkt. Der er således en en-til-en sammenhæng mellem stedvektoren og punktet i koordinatsystemet. I de sædvanligvis anvendte kartesiske koordinater bliver stedvektorens komposanter de samme som punktets koordinater.
Grunden, til at man opererer med stedvektorer, er at det i visse sammenhænge kan være bekvemt at beskrive punkter i koordinatsystemet med vektorer. Bl.a. har det den fordel, at både punkter og vektorer beskrives ved vektorer, og operationer derfor kan beskrives inden for rammerne af vektorer. Eksempelvis bliver en vektor fra et punkt til et andet blot differensen mellem deres stedvektorer.
| Matematik | Spire Denne artikel om matematik er en spire som bør udbygges. Du er velkommen til at hjælpe Wikipedia ved at udvide den. |